# Shahrazād (Rimskij-Korsakov)
Shahrazād, Op. 35 (in russo Шехерезада?, altrimenti nota anche come Sherazade o Scheherazade) è una suite sinfonica composta da Nikolaj Andreevič Rimskij-Korsakov nel 1888. Ispirata a Le mille e una notte, questo lavoro orchestrale unisce due caratteristiche peculiari della musica di Rimskij Korsakov: combina un'orchestrazione sgargiante ad un particolare interesse per l'oriente e per l'esotico. È considerata una delle opere più popolari del compositore.

## Storia della composizione
Durante l'inverno del 1887, mentre stava lavorando al completamento dell'opera di Aleksandr Borodin Il principe Igor', Rimskij-Korsakov decise di comporre un brano orchestrale basato su Le mille e una notte. La composizione fu portata a termine nell'estate del 1888: ne risultò una suite sinfonica in quattro movimenti. Il programma, sul quale Rimskij-Korsakov si basò per comporre Shahrazād era costituito da singoli episodi e scene, non legati tra loro, de Le mille e una notte, uniti dal filo conduttore da un tema al violino solo presente come introduzione o intermezzo in tutti e quattro i movimenti, che rappresenta la giovane Shahrazād mentre racconta le sue incredibili fiabe al terribile sultano. Inizialmente, Rimskij-Korsakov aveva l'intenzione di intitolare i quattro movimenti della suite Preludio, Ballata, Adagio e Finale, tuttavia, dopo aver sentito l'opinione di Anatolij Ljadov ed altri, optò per dei titoli programmatici, mantenendoli però vaghi, in modo che non potessero essere associati a specifici racconti. La prima esecuzione dell'opera ebbe luogo a San Pietroburgo il 22 ottobre 1888, in occasione del concerto inaugurale della stagione 1888-89 dei Concerti Sinfonici Russi, diretta dal compositore stesso.

## Struttura della composizione
Il compositore scrisse una breve introduzione programmatica alla sua suite:
L'idea di Rimskij-Korsakov era quella di creare una suite in quattro parti, strettamente coesa dalla comunanza di temi e motivi, ma che si presentasse come un caleidoscopio di frammenti di fiabe e di scene dal carattere orientale.

### Movimenti
Shahrazād è composta da quattro movimenti:
| I.   | Il mare e la nave di Sinbad Largo e maestoso – Lento – Allegro non troppo – Tranquillo (mi minore – mi maggiore) Il primo movimento è formato da diverse melodie e si presenta in forma A B C A1 B C1. Il truce motivo al basso che apre il primo movimento rappresenta il tema del Sultano, formato da quattro note in scala discendente; subito dopo si sente il tema di Shahrazād, una dolce e sensuale melodia per violino solo accompagnato dall'arpa. |
| II.  | Il racconto del principe Kalandar Lento – Andantino – Allegro molto – Vivace scherzando – Moderato assai – Allegro molto ed animato (si minore) Il secondo movimento si presenta come un tema con variazioni in tre sezioni. Le variazioni cambiano solo in base all'accompagnamento orchestrale. All'interno della linea melodica generale, una sezione veloce evidenzia i cambiamenti di tonalità e struttura. |
| III. | Il giovane principe e la giovane principessa Andantino quasi allegretto – Pochissimo più mosso – Come prima – Pochissimo più animato (sol maggiore) Anche questo movimento è in forma ternaria ed è il più semplice per forma e contenuto melodico. La sezione intermedia sembra basata su un tema di Tamara, mentre le sezioni esterne hanno un contenuto melodico cantabile. |
| IV.  | Festa a Baghdad — Il mare – Naufragio della nave sulle rocce sormontate da un guerriero di bronzo Allegro molto – Lento – Vivo – Allegro non troppo e maestoso – Tempo come I (mi minore – mi maggiore) L'ultimo movimento è legato a tutti i movimenti precedenti ed aggiunge alcune nuove idee, tra cui un'introduzione sia dell'inizio del movimento che della sezione Vivace basata sul tema del Sultano, una ripetizione del tema di Shahrazād al violino e una ripetizione di motivo di fanfara per rappresentare il naufragio della nave. Un'ultima relazione conflittuale tra il tema del Sultano alla sottodominante minore rispetto alla cadenza alla tonica del tema di Shahrazād si risolve in una conclusione fantastica, lirica e finalmente pacifica. |

## Adattamenti
Il 4 giugno 1910, all'Opéra Garnier di Parigi, fu messo in scena il balletto Shéhérazade, da parte dei Balletti russi, basato sulla suite di Rimskij-Korsakov. La coreografia era di Michel Fokine ed il libretto era dello stesso Fokine e di Léon Bakst, che disegnò anche le scene ed i costumi. La vedova e un figlio del compositore protestarono per l'uso della musica fatto in questo balletto.
Sergej Prokof'ev scrisse una Fantasia su Shahrazād per pianoforte, e la registrò.